# Percorsi per le competenze trasversali e per l'orientamento
I percorsi per le competenze trasversali e per l'orientamento (PCTO) sono progetti di carattere curricolare, che permettono agli studenti di integrare la tradizionale formazione d'aula con periodi formativi presso imprese o enti privati o pubblici convenzionati, ma anche nei laboratori della scuola o in ambienti di simulazione. Per quanto riguarda le attività esterne, le norme prevedono la tutela della salute e sicurezza ed escludono esplicitamente che tali attività si possano configurare come lavoro.

Introdotti nel 2019 come evoluzione dell'alternanza scuola-lavoro, realizzati in Italia nelle scuole secondarie di secondo grado di tutti gli indirizzi, tali percorsi sono svolti dagli studenti del terzo, quarto e quinto anno e mirano in particolare allo sviluppo di competenze chiave per l'apprendimento permanente con valenza orientante. La valutazione degli apprendimenti acquisiti attraverso i PCTO hanno una ricaduta sugli apprendimenti disciplinari e sulla valutazione del comportamento. Sono disciplinati da norme connesse alle riforme della scuola avviate nei primi anni del Duemila, caratterizzate dall'attenzione alla centralità della persona e alla qualità del suo apprendimento, in linea con gli orientamenti europei.

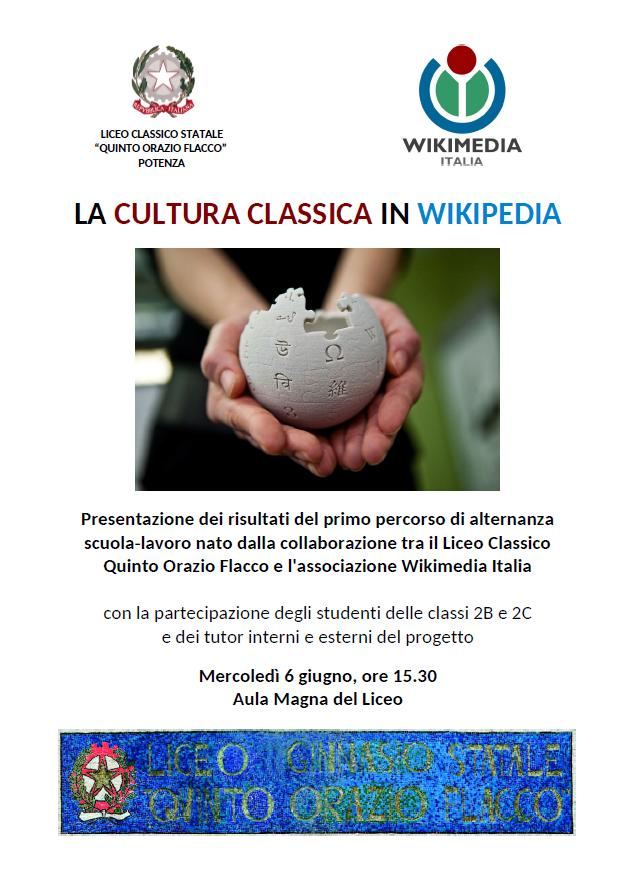
Locandina della presentazione finale del percorso di alternanza scuola-lavoro (Liceo classico Quinto Orazio Flacco di Potenza con Wikimedia Italia (6 giugno 2018)

## Storia

### La riforma Moratti e l'istituzione (2003-2005)
In origine le attività sottese al concetto di "alternanza scuola-lavoro" erano prevalentemente svolte su iniziativa delle singole istituzioni scolastiche, attraverso la presentazione di progetti su bando del MIUR e selezionati presso gli uffici scolastici regionali; tali attività vennero poi normate a livello nazionale dalla riforma Moratti (artt. 2 e 4) e regolamentata dal d. lgs. 15 aprile 2005, n. 77, con cui agli studenti è riconosciuta la possibilità di scegliere la frequenza della scuola del secondo ciclo nella modalità dell'alternanza scuola-lavoro (ASL, d'ora in poi), anche se non con carattere di obbligatorietà. 
In coerenza con i principi ispiratori della riforma del 2003, le norme riguardanti l'ASL pongono al centro lo sviluppo di competenze che gli studenti possono acquisire anche in ambito non formale, riconoscibili ai fini della valutazione scolastica, ma anche da altri sistemi, valutabili e certificabili attraverso strumenti di trasparenza. L'obiettivo è quello di facilitare l'occupabilità in generale e, nello specifico, favorire la prosecuzione del percorso scolastico, o passaggi al sistema della formazione o dell'apprendistato.

### Le modifiche della legge 107/2015
L'originaria alternanza scuola-lavoro viene modificata durante il governo Renzi con la legge 13 luglio 2015, n. 107, in particolare all'art. 1, commi 33-43. Tale norma stabilisce la curricolarità dell'ASL, con introduzione dell'obbligatorietà delle esperienze di ASL a tutti i frequentanti del secondo biennio e dell'ultimo anno, annullando quindi di fatto l'ASL come una delle possibili modalità di frequenza della scuola del secondo ciclo indicata dal D.Lgs. 77/2005. Come già previsto da quel decreto, sono compresi gli studenti con disabilità, per i quali la scuola deve dimensionare le attività «in modo da promuovere l'autonomia anche ai fini dell'inserimento nel mondo del lavoro e di accertare, presso l'eventuale struttura esterna, «il superamento o l'abbattimento delle eventuali barriere architettoniche». Agli studenti la Legge 107/2015 attribuisce un ruolo attivo, specifico, e responsabilità, in termini di diritti e doveri, nello svolgimento delle attività.

### La regolamentazione del 2017
Nel 2017 viene emanato un apposito Regolamento, la Carta dei diritti e dei doveri degli studenti in alternanza scuola-lavoro: qui si prevede, ad esempio, che essi, conclusa l'attività, prendano visione delle relazioni dei tutor e le sottoscrivano, effettuino rapporti sull'esperienza e valutino l'efficacia e la coerenza del percorso rispetto all'indirizzo di studio. Nel Regolamento vi sono inoltre disposizioni sulle modalità di applicazione della normativa per la tutela della salute e della sicurezza nei luoghi di lavoro agli studenti in regime di alternanza scuola-lavoro.

## Descrizione

### L'ordinamento attuale
La denominazione «Percorsi per le competenze trasversali e per l'orientamento» è la formula con cui la legge 30 dicembre 2018, n. 145 ha rinominato l'alternanza scuola-lavoro (ASL) di cui però non abroga le norme, ma vi apporta alcune variazioni: diminuisce la durata minima dei percorsi da svolgere nei tre anni - 210 ore per gli istituti professionali, 150 ore per gli istituti tecnici e 90 ore per i licei - e riduce il relativo finanziamento, commisurato alla riduzione delle ore.
Con la definizione dei PCTO, nel 2019, si affrontano, tra l'altro, le due questioni aperte dell'ASL: l'una, relativa al riconoscimento, da parte della scuola, degli apprendimenti acquisiti nei percorsi; l'altra, relativa all'ambiguità del riferimento al "lavoro". Le Linee Guida allegate al D.M. 774/2019 forniscono informazioni sul quadro di riferimento e indicazioni sulle modalità di attuazione dei PCTO, riprendendo i contenuti delle norme precedenti, con uno sguardo rivolto ai documenti europei sull'apprendimento permanente e sul riconoscimento delle competenze comunque acquisite.

### Gli obiettivi

#### Apprendimento di competenze trasversali
Nel 2019 viene definito il quadro di riferimento che rende possibile il riconoscimento, la valutazione e certificazione degli apprendimenti acquisiti nei PCTO: gli specifici risultati sono individuati nelle quattro specifiche competenze chiave, selezionate tra le otto di cui alla Raccomandazione del Consiglio del 22 maggio 2018, relativa alle competenze chiave per l'apprendimento permanente: «la competenza personale, sociale e la capacità di imparare a imparare, la competenza in materia di cittadinanza, la competenza imprenditoriale, la competenza in materia di consapevolezza ed espressione culturali», con le relative articolazioni in capacità. Tali competenze, ritenute necessarie perché le persone possano imparare durante tutto l'arco della vita, a scuola e fuori dal contesto scolastico, sono identificate nelle «soft skills» riconosciute dal mondo del lavoro,«utili alla [...] futura occupabilità»; nel contempo sono presenti, almeno in parte, nel profilo degli indirizzi di studio e collegate alle discipline nella programmazione dei docenti.
Esse diventano in tal modo riconoscibili e valutabili anche nell'esame di maturità, quando nel colloquio si chiede allo studente di «correlare al percorso di studi seguito e al PECUP» le «esperienze svolte nell’ambito dei PCTO».
La trasversalità di queste competenze, riconosciute dalla scuola, dalla società e dal mondo del lavoro, a livello nazionale ed europeo, con la loro trasparenza, favorisce la mobilità delle persone, coerentemente con le indicazioni del validazione e certificazione delle competenze - come recepito dal d. lgs. 16 gennaio 2013, n. 13 - indicato dalle Linee Guida PCTO quale riferimento per la valutazione e la certificazione.

#### Orientamento
Le competenze chiave per l'apprendimento permanente - «imparare a imparare», sociali e civiche, interculturali, e imprenditoriale - su cui poggia «l'attitudine ad orientarsi» individuate nel 2008 dal Consiglio d'Europa corrispondono alle competenze che si sviluppano attraverso i PCTO.
Mobilitando tali competenze attraverso esperienze sfidanti, le attività dei PCTO progettate dai Consigli di classe fanno emergere le capacità dello studente, gli stili di apprendimento, le vocazioni e gli interessi che non trovano spazio nella lezione d'aula. Nel rappresentare possibili anticipazioni di sbocchi futuri collegati al percorso di studio, i PCTO assumono valenza orientante sia per la prospettiva lavorativa e/o professionale, così come per la possibile «prosecuzione degli studi nella formazione superiore, anche non accademica».
Fondamentale in tal senso è il ruolo dei tutor, che sostengono gli studenti nel processo di riflessione sull'esperienza, di autovalutazione e di auto-orientamento, utilizzando vari strumenti di osservazione e di documentazione, tra i quali il «portfolio digitale».
Lo sviluppo di «una riflessione in un'ottica orientativa sulla significatività e sulla ricaduta di tali attività sulle opportunità di studio e/o di lavoro post-diploma» viene richiesto allo studente nella presentazione dell'esperienza dei PCTO durante il colloquio dell'esame di Stato.

### Funzionamento

#### Curricolarità
I PCTO si svolgono negli ultimi tre anni di tutti gli indirizzi degli istituti tecnici e dei licei mentre, per gli istituti professionali, è possibile avviare i percorsi dal secondo anno. Le ore svolte nei PCTO realizzati in orario scolastico, anche se in ambiente esterno, sono considerate ore di lezione: i percorsi sono infatti integrati nel percorso scolastico attraverso il «Piano triennale dell'offerta formativa» e la programmazione individuale - disciplinare - dei docenti. Non sono invece considerate ore di lezione, ma solo ore di frequenza del PCTO - se sono pari almeno al 75% del totale - se i percorsi sono attuati durante la sospensione delle lezioni: questi sono ammessi se ciò è richiesto dall’attività progettata.
Rispetto alla tradizionale lezione d'aula, i PCTO si contraddistinguono per metodologie riconducibili al learning by doing di Dewey e all'apprendimento esperienziale di Kolb: si prevedono compiti di realtà svolti dagli studenti in contesti educativi esterni, in ambienti di simulazione e nei laboratori scolastici, sino alle aule, favorendo in tal modo lo sviluppo delle competenze trasversali e orientative. Rispetto ai piani di studio, i PCTO non si configurano come materia a sé, né si caratterizzano necessariamente per contenuti specifici, ma coinvolgono più insegnamenti, spesso - ma non necessariamente - afferenti all'area di indirizzo. Come nelle normali attività scolastiche, gli studenti perseguono apprendimenti che, essendo coerenti con l’indirizzo di studio e definiti dai docenti nella fase di progettazione, sono oggetto di verifica e di valutazione.
Il tutor della scuola (interno) affianca gli studenti e, in collaborazione con l'eventuale tutor formativo esterno se l'attività si svolge fuori dalla scuola, li sostiene durante lo svolgimento del percorso, non solo nell'esecuzione dei compiti, ma anche attraverso il supporto e l'incoraggiamento alla riflessione sull'esperienza, all'autovalutazione e all'autorientamento.
L'accurata documentazione delle scelte progettuali, delle forme di collaborazione e delle responsabilità degli attori consente il monitoraggio dell'attività e la trasparenza del processo di valutazione e di certificazione.
La scuola inserisce la descrizione delle attività dei PCTO svolte da ciascuno studente nel curriculum dello studente, precisamente nella prima sezione, dedicata alle attività svolte «in ambito formale»; diversamente, le «attività professionali» (tirocini extracurricolari, stage, ecc., organizzati da altri soggetti diversi dalla scuola) vanno inserite dallo studente stesso nella terza sezione del documento, destinata alle «attività extrascolastiche».

#### Personalizzazione
Le attività dei PCTO, «compatibilmente con le esigenze organizzative e con la necessità di garantire pari opportunità di formazione», sono personalizzate, «secondo criteri di gradualità e progressività»   e in considerazione dello «sviluppo personale, culturale e professionale» degli studenti: sono progettate tenendo presenti le loro attitudini, interessi, stili di apprendimento, oltre alle competenze rilevate in ingresso attraverso un accertamento specifico. Presupposto della personalizzazione è la flessibilità organizzativa e didattica, già prevista dalle norme dell'autonomia scolastica, che consente alle scuole di svincolarsi dalla rigidità della programmazione tradizionale.
Il Consiglio di classe, con l'apporto di ciascun docente, predispone il progetto formativo personalizzato per ciascuno studente, lo condivide con tutte le persone coinvolte, informando adeguatamente studenti e famiglie sulle attività e sugli esiti di apprendimento attesi, coerenti con l'indirizzo di studi.
Nel dare particolare risalto all'aspetto della personalizzazione dei progetti formativi per tutti gli studenti, anche rispetto alla valutazione, si attribuisce alla certificazione delle competenze acquisite attraverso l'alternanza rilasciata ai disabili «l'obiettivo prioritario di riconoscerne e valorizzarne il potenziale, anche ai fini dell'occupabilità».
Il regolamento stabilisce che il PCTO può svolgersi anche all'estero, al fine di arricchire anche le competenze linguistiche dello studente.

#### Attuazione dei PCTO in ambienti di lavoro
La scuola individua il soggetto ospitante accertandosi che possegga i requisiti necessari, sotto il profilo formativo e del rispetto delle norme di sicurezza. Sottoscrive con il soggetto ospitante una convenzione, in cui sono indicati compiti e responsabilità di entrambi i sottoscrittori, criteri di monitoraggio, provvedimenti nel caso di inosservanza delle regole stabilite. La scuola, per l'aspetto della sicurezza, si occupa della formazione generale degli studenti; sotto il profilo assicurativo, garantisce loro un'assicurazione, presso l'INAIL e un'altra presso una compagnia assicurativa, per la responsabilità civile verso terzi.
Gli studenti sono affiancati dal tutor formativo esterno che collabora con il tutor della scuola (interno) affiancando gli studenti durante lo svolgimento del percorso, nell'esecuzione dei compiti, secondo quanto definito nella convenzione e nel progetto formativo personalizzato.

#### Finanziamenti per realizzare i PCTO
A supporto della realizzazione dei percorsi, le istituzioni scolastiche dispongono annualmente di fondi da utilizzare esclusivamente per i PCTO, relativamente a spese destinate a compensi sia del personale interno, sia di esperti esterni, e per coprire spese assicurative, di trasporto di studenti e di tutor, e di acquisto di biglietti per musei ed eventi previsti dal progetto.

### Responsabilità
La partecipazione attiva dei soggetti coinvolti nell'attuazione dei PCTO comporta, da parte di tutti, una precisa assunzione di responsabilità, che viene formalizzata attraverso la sottoscrizione, da parte di ciascuno, di specifici documenti predisposti dall'istituzione scolastica: la convenzione, il progetto formativo personalizzato, il patto formativo, il patto educativo di corresponsabilità.

#### Responsabilità dell'istituzione scolastica
La scuola è responsabile dell'intero processo di attuazione dei PCTO, dalla progettazione, all'organizzazione, alla gestione, alla valutazione dei percorsi ed è responsabile degli apprendimenti degli studenti, sino alla loro certificazione.
La responsabilità della scuola rispetto ai PCTO è assunta, nello specifico, dal dirigente scolastico, in relazione all'organizzazione generale e agli aspetti inerenti alla sicurezza e, per gli aspetti didattici, dai docenti del Consiglio di classe, con il supporto dei Dipartimenti disciplinari.
Per la responsabilità assunta dall'istituzione scolastica, i PCTO attuati in ambiente lavorativo si distinguono da altre attività di scuola-lavoro, quali ad esempio i tirocini extracurricolari: è la scuola ad individuare il soggetto ospitante, a co-progettare con questo l'azione formativa, a coinvolgere attivamente gli studenti, a monitorare costantemente il percorso sino alla valutazione, in modo tale che le attività dello studente non si configurino come «addestramento a profili professionali rigidi e duraturi», ma come occasioni per «un approccio riflessivo al mondo del lavoro e alle professionalità entro una prospettiva a lungo termine». Una specifica responsabilità è assunta dal tutor interno, garante, oltre che della tutela della salute e sicurezza, della qualità formativa del percorso, sulla base di indicatori inizialmente stabiliti con il Consiglio di classe. Il tutor, nell’osservare il processo di apprendimento, accompagna lo studente e lo supporta nel processo di apprendimento; in collaborazione con l'eventuale tutor esterno, monitora l’attività e la frequenza e si relaziona con il Consiglio di classe, al quale restituisce gli esiti elaborando una relazione anche sulla base delle osservazioni dell'eventuale tutor esterno.

#### Responsabilità della realtà ospitante
Il rapporto con il mondo del lavoro e delle professioni è un'opportunità per l'istituzione scolastica quando incontra «realtà dinamiche e innovative» nelle quali realizzare i PCTO: imprese, associazioni di rappresentanza, camere di commercio, industria, artigianato e agricoltura, enti pubblici e privati, terzo settore, ordini professionali, musei e altri istituti pubblici e privati operanti nei settori del patrimonio e delle attività culturali, artistiche e musicali, enti che svolgono attività afferenti al patrimonio ambientale, enti di promozione sportiva riconosciuti dal CONI.
In generale, ai soggetti esterni che accolgono gli studenti per i PCTO è attribuita una responsabilità «educativa», che riguarda tutte le fasi di realizzazione, a cominciare dalla co-progettazione e dalle attività formative propedeutiche.
La responsabilità specifica di chi accoglie gli studenti, formalizzata attraverso la convenzione con la scuola, è tendenzialmente circoscritta al periodo di attività svolta nella realtà esterna. Il soggetto ospitante è tenuto ad individuare un tutor formativo che rispetti le linee concordate con la scuola sotto il profilo educativo e delle regole concordate, ed assegni i compiti definiti nel progetto formativo, finalizzati prioritariamente allo sviluppo di competenze.
Per quanto riguarda la sicurezza, la realtà ospitante eroga, se necessaria, la formazione specifica.

#### Responsabilità dello studente e delle famiglie
Nei contesti esperienziali caratterizzanti i PCTO gli studenti, messi alla prova da situazioni sfidanti, sono incoraggiati ad assumere un ruolo attivo e propositivo. La scelta metodologica di coinvolgere gli studenti quali attori, e non come passivi destinatari, favorisce la consapevolezza e l'assunzione di responsabilità verso l'apprendimento e l'attività, nel suo insieme.
Lo studente, anche in ambiente lavorativo, mantiene il suo status di studente, mentre, limitatamente all'aspetto della sicurezza, assume lo status di lavoratore, come lo assume nei laboratori scolastici. Essendo escluso il rapporto individuale di lavoro, non è prevista la retribuzione dello studente, diversamente dall'apprendistato di primo livello - la cui attuazione è possibile anche nella scuola secondaria di secondo grado - in cui lo studente, assunto con contratto di lavoro, acquisisce lo status di studente e di lavoratore.
I doveri degli studenti, nel caso di attività svolta in una realtà lavorativa, sono indicati nella Carta dei diritti e dei doveri degli studenti in alternanza scuola-lavoro: l'impegno della frequenza, il rispetto delle norme relative alla tutela della salute e la sicurezza, l'obbligo della riservatezza sulle informazioni acquisite. Il mancato rispetto delle regole dà luogo a provvedimenti disciplinari. I contenuti della Carta sono ripresi nelle Linee Guida dei PCTO, dove si dettagliano ulteriormente le modalità della partecipazione degli studenti alle varie fasi dei percorsi, dalla progettazione sino alla valutazione delle attività.
L'assunzione di responsabilità da parte di ciascuno studente rispetto al PCTO viene formalizzata prima dell'avvio del progetto, attraverso la sottoscrizione del Patto formativo.
Precedentemente, in fase di iscrizione, le informazioni generali sui PCTO sono anticipate nel Patto educativo di corresponsabilità, che è sottoscritto sia dallo studente sia dalla famiglia, chiamata a sostenere e affiancare il figlio nelle sue scelte e durante lo svolgimento dell'esperienza.

## Questioni dibattute

### a) Il nodo del riconoscimento degli apprendimenti
La prima questione riguarda il modo e i criteri con i quali l'istituzione scolastica possa riconoscere e valutare ciò che gli studenti apprendono nei contesti non formali dell'alternanza: la norma nel 2005 fa riferimento ad apprendimenti «spendibili nel mondo del lavoro», dichiarati «equivalenti» agli apprendimenti dei percorsi scolastici, ma non definiti: mancano infatti i quadri comuni di riferimento, standard e il modello nazionale di certificazione delle competenze, anche se previsto dal D.Lgs. 77/2005.
Il «riconoscimento dei risultati di apprendimento conseguiti, in termini di competenze, abilità e conoscenze, anche trasversali, relativi al percorso formativo seguito» è «diritto» degli studenti riconosciuto dalla Carta dei diritti e dei doveri degli studenti in alternanza scuola-lavoro.
Sul piano operativo, nel 2015 si comincia a prevedere la possibilità di raccordare le competenze «richieste dal mondo del lavoro» sviluppate in alternanza con «le competenze specifiche disciplinari e trasversali», e di inserire gli apprendimenti dell'alternanza nel Piano dell'offerta formativa della scuola. Nel 2017 l'esperienza di alternanza scuola-lavoro viene collegata «al profilo educativo, culturale e professionale specifico di ogni indirizzo di studi» e diventa oggetto di valutazione nell'ambito del colloquio dell'esame di Stato,. Non è tuttavia esplicitato il quadro di riferimento che consente di riconoscere e valutare gli apprendimenti acquisiti.

### b) Il nodo del "lavoro"
Il secondo nodo riguarda la necessità di disambiguare il significato del termine "lavoro", presente nella precedente denominazione: questo termine infatti può dare luogo a interpretazioni che vedono l'alternanza come forma di «lavoro minorile», come descritto dalla legge n. 977 del 17 ottobre 1967, anche se tale interpretazione viene immediatamente smentita dall'art. 1, comma 2, del D.Lgs. 77/2005, con cui si nega che i «periodi di apprendimento in situazione lavorativa» possano costituire «rapporto individuale di lavoro». Nelle norme sull'ASL questo termine si riferisce invece al contesto educativo, lavorativo ma non solo, in cui si attuano i percorsi. Si prevede che le aziende, come le altre realtà esterne, collaborino con le scuole nella co-progettazione, attuazione e valutazione dei percorsi formativi, ospitando gli studenti «a titolo gratuito».
Con l'obiettivo di incentivare l'incontro delle scuole con le imprese, la Legge 107/2015 prevede l'attivazione on line del Registro nazionale per l'alternanza scuola-lavoro a cura delle Camere di Commercio; il MISE stanzia contributi da assegnare ai soggetti disponibili ad ospitare studenti in ASL, sulla base di bandi emanati dalle Camere di Commercio. Infine la legge di bilancio 2017 stabilisce che le aziende possano godere di una riduzione contributiva «per le assunzioni, entro sei mesi dall'acquisizione del titolo di studio, di studenti che hanno svolto presso il medesimo datore attività di alternanza scuola-lavoro (pari almeno al 30 per cento delle ore di alternanza previste)».
L'alternanza scuola-lavoro, seppure definita dalle norme come attività didattica, dall'opinione pubblica, da alcuni intellettuali e dagli stessi attori coinvolti, è tuttavia non di rado giudicata come attività lavorativa gestita in modo anomalo.

## Statistiche
La difficoltà di individuare realtà esterne è stata spesso indicata come un limite alla realizzazione dell'ASL/PCTO, considerato il numero di studenti chiamati a svolgere tali esperienze.

### Il numero degli studenti (anno scolastico 2021-2022)
Nell'anno scolastico 2021-2022 hanno diritto a svolgere PCTO, complessivamente, 1560690 studenti delle ultime tre classi delle 5326 sedi di scuole statali secondarie di secondo grado (554591 studenti di classe 3°, 517134 di classe 4°, 488965 di classe 5°); a questi vanno aggiunti gli 86006 delle seconde classi degli istituti professionali e i circa 70000 delle 1591 scuole paritarie.

### I numeri di possibili soggetti ospitanti (2017-2019)
Nell'anno 2019, il numero complessivo delle imprese ammontava a 4,4 milioni di imprese non agricole. Escludendo le imprese individuali (oltre il 60% del totale) le possibili imprese ospitanti risultano circa 1800000, di cui la maggior parte sono microimprese, quasi 200000 sono piccole (tra i 10 e i 49 addetti) e 28000 medie e grandi.
Previsti come realtà ospitanti sin dal D.Lgs. 77/2005, complessivamente gli enti del terzo settore in Italia nel 2019 ammontano a 362634.
Esclusi i musei, nel 2017 si contano 12848 sedi di istituzioni pubbliche.
Con almeno una struttura a carattere museale ogni 50 km² e ogni 6000 abitanti, nel 2019 sono complessivamente 4908 tra musei, aree archeologiche, monumenti e ecomusei aperti al pubblico.